# Thomas Stamford Raffles
Sir Thomas Stamford Raffles Bingley (Port Morant, Jamaica, 6 de juliol de 1781 - Londres, 5 de juliol de 1826) fou un polític i naturalista britànic, més conegut per la seva fundació de la ciutat de Singapur. Se l'anomena sovint com el «Pare de Singapur». Va estar molt involucrat en la conquesta de l'illa indonèsia de Java per part de forces alemanyes i franceses durant les guerres napoleòniques i va contribuir a l'expansió de l'Imperi Britànic. També va escriure un llibre titulat "Història de Java" (1817).
No se sap gairebé res dels pares Raffles, llevat que el seu pare, Benjamin Raffles era el capità de la nau Ann on va néixer Thomas. Als 14 anys va començar a treballar com a empleat a la British East India Company. El 1805, va ser enviat a Penang, Malàisia. El 1811, Lord Minto, Governador General de l'Índia britànica, el nomena "Tinent Governador de Java", en el que llavors eren les Índies Orientals Neerlandeses. Poc després, el nomenen "Governador de Bengkulu", a Sumatra. Aquest és el moment en què la Gran Bretanya pren el control de l'arxipèlag als Països Baixos, que estaven aliats amb la França de Napoleó.
Raffles dugué a terme moltes reformes a Java, com ara l'abolició de l'esclavitud i el treball forçat, la restauració del conjunt de Borobudur i altres monuments antics o el desenvolupament d'un govern semiautònom. Era maçó.
En acabar les guerres napoleòniques els Països Baixos recuperen el control de l'illa i el 1815 Raffles torna a Anglaterra. Va prendre part en la fundació de la Societat Zoològica de Londres i en fou el primer president. També fou membre de la comissió que va fundar el Zoològic de Londres. El 1817 va ser nomenat cavaller. Molts noms de Singapur, així com el famós palau, l'hotel Raffles, celebren la seva memòria. La seva primera dona, i la majoria dels seus fills van ser víctimes de malalties tropicals. Va morir a Londres en vigílies del seu aniversari número 45, víctima d'un accident vascular cerebral.
El gènere de plantes Rafflesia rep el seu nom pel Raffles, que va participar en el seu descobriment, juntament amb el botànic Joseph Arnold el 1818 en un bosc tropical d'Indonèsia.